# Чалмерс, Флойд
Флойд Шерман Чалмерс (англ. Floyd Sherman Chalmers, 14 сентября 1898, Чикаго, Иллинойс — 26 апреля 1993, Торонто — канадский журналист, редактор, издатель и филантроп.
Родился в Чикаго (Иллинойс), в семье канадцев, вырос в Ориллии и Торонто (Онтарио). В 16 лет начал работать в Банке Новой Шотландии, затем служил в Первом канадском танковом батальоне во время Первой мировой войны. Свою последующую карьеру в издательском деле он начал в качестве редактора бюллетеня батальона, а в 1919 году поступил на работу в Financial Post в качестве репортёра. В 1925 был назначен главным редактором Financial Post. С 1952 по 1964 год — президент компании Maclean-Hunter, до 1969 — председатель правления.
С 1968 до 1973 год был ректором Йоркского университета. Как филантроп, он состоял в совете Музыкальной консерватории Торонто; учредил премию Floyd S. Chalmers Canadian Play Awards, одну из самых известных литературных наград для драматургов Канады; сыграл важную роль в создании «Энциклопедии музыки Канады» (англ. Encyclopedia of Music in Canada). Автор книг «Codes for Canada» (1934), «A Gentleman of the Press» (1969, биография Джона Бейна Маклина), и «Both Sides of the Street: One Man’s Life in Business and the Arts in Canada» (1983, автобиография).